# بيرمنسدورف
بيرمنسدورف (بالألمانية: Birmensdorf) هي بلدية سويسرية تتبع لمقاطعة ديتيكون في كانتون زيورخ. تبلغ مساحتها 11.38 كيلومتر مربع، ويقدر عدد سكانها بـ 6414 نسمة (حسب تعداد ديسمبر 2017).